# 射矢止神社
射矢止神社（いやとじんじゃ）は、和歌山県和歌山市六十谷（むそた）に鎮座する神社。六十谷と紀ノ川南岸有本地区の字新出、字船所の産土神。本殿背後に楠の巨木がある。旧村社。

## 祭神
品陀別命、息長帯姫命、天香山命、一言主命、宇賀魂命を祀る。
『紀伊続風土記』によれば、『紀伊国神名帳』に記載される「伊野土神」で、近世以来八幡神をも祀るようになったようである。

### 祭神に関する異説
上述『紀伊続風土記』は主祭神を伊也（野）土神、相殿に一言主命を祀るとする。近世の社伝によれば「伊也土神」は「一言主神、天香語山命、射矢八幡」を祀るものであるとしており、『南紀神社録』は「イヤト」は「イヤヒコ」が訛ったもので、越後国の弥彦神社と同神で大弥彦命（大屋毘古命）、一説に天香山命であろうと説き、『紀伊続風土記』はこれらを「信じがたし」と斥けるが、吉田東伍は特に後者の説を参考に値するとして、祭神を大弥彦命と見ている。

## 由緒
社伝によれば、神代の昔に五十猛命とともに天香山命と一言主命が紀伊国に天降り、名草山において「伊野止社」と称して崇められていたが、三韓征伐を終えて凱旋した神功皇后（息長帯姫命）が雄の湊（現和歌山市雄湊地区）に寄航した際に、日の御神が一言主命に命じて矢を射させ、その矢がこの地に落ち止まったために、皇后がその矢を拾って「射矢止八幡宮」を創祀、国家鎮護の神として崇めるようになったという。またかつては鳥居の傍らに「桜の井」という湧泉があり、役小角が当神社を信仰して顕密の法を修練したところであったという。
当神社境内や周辺畑地に弥生時代の遺跡があり、石鏃や土器が出土しているので、鎮座地六十谷が古くから開けた地であったことは分かるが、当神社との関係は不明。『紀伊国神名帳』名草郡地祇30社中の「従五位下 伊野土神」と見られ、近世には「伊也土神社」と呼ばれたほか、「いや大明神」、「射矢八幡」、「射矢止八幡宮」などとも称された。
明治6年（1873年）4月に村社に列し、戦時中は「玉よけ（弾丸避け）」の霊験ありとの信仰を集めた。

## 社殿
本殿は三間社流造で棟に千木・鰹木を置き、四周を板壁で覆う。幣殿は向唐破風造（梁間1間桁行3間）、拝殿は桁行7間梁間3間の入母屋造平入で正面に千鳥破風を飾り、梁間1間軒唐破風の向拝を付す。以上全て屋根は銅板葺。

## 境内社
山王神社・若王子神社・春日神社・弁天神社・天神社（以上1宇相殿）、塩野神社、日吉神社、八坂神社、金毘羅神社、秋葉神社、稲荷神社、他1社の計8社がある。

## その他
社殿背後に聳える楠樹は「一番楠」と呼ばれる大木で、平成7年（1995年）時点で推定樹齢300年。